# Morellia tibetana
Morellia tibetana är en tvåvingeart som beskrevs av Fan 1974. Morellia tibetana ingår i släktet Morellia och familjen husflugor.
Artens utbredningsområde är Tibet. Inga underarter finns listade i Catalogue of Life.